# ویلیام تل (فیلم ۱۹۲۳)
ویلیام تل (انگلیسی: William Tell) فیلمی در ژانر ماجرایی است که در سال ۱۹۲۳ منتشر شد. از بازیگران آن می‌توان به کنراد وایت اشاره کرد.